# ديفيد ر. هينسون
ديفيد ر. هينسون (بالإنجليزية: David R. Hinson)‏ هو طيار بحري في الولايات المتحدة ‏ أمريكي، ولد في 2 مارس 1933 في موسكوجي في الولايات المتحدة.